# 1368
Cette page concerne l'année 1368  du calendrier julien. Pour l'année 1368 av. J.-C., voir 1368 av. J.-C.
L'année 1368 est une année bissextile qui commence un samedi.

## Événements

### Asie
- 23 janvier : Zhu Yuanzhang est proclamé empereur de Chine par son armée sous le nom de Hongwu et fonde la dynastie des Ming avec Nankin pour capitale[1].
- 29 mars : Chōkei devient empereur du Japon à la mort de Go-Murakami[2].
- 14 septembre : maître de toute la Chine méridionale, Hongwu marche triomphalement sur Pékin. La dynastie mongole Yuan est renversée et est remplacée par la dynastie chinoise Ming (1368-1644)[1].
  - Le grand khan Toghan Tèmur s’enfuit de Pékin. Il mourra pendant sa retraite le 23 mai 1370. Les Mongols, divisés, sont chassés du pays.
  - Hongwu gouverne avec l’aide d’un Grand Conseil de cinq ou six membres et d’une administration recrutée par concours et étroitement surveillée.

- Le Tibet reprend son indépendance après la chute de la dynastie Yuan[3]. Des monastères rivaux s’efforcent de s’emparer du pouvoir détenu par les lamas qui occupaient les fonctions de vice-rois.

### Europe
- 13 janvier : Venceslas, fils de l’empereur Charles IV achète la Basse-Lusace qui est rattachée à la Bohême[4].
- Avril : synode de Constantinople. Canonisation de Grégoire Palamas[5].
- 2 mai : prise de Copenhague par la Hanse en guerre contre Valdemar IV de Danemark[6].
- 30 juin : Charles V de France décide de reprendre la guerre contre les Anglais à l’appel du comte Jean Ier d’Armagnac et du sire d’Albret[7].
- 27 août : l'empereur Charles IV signe la paix avec les Visconti de Milan[8].
- Octobre : l'empereur  Charles IV établit un vicaire d'empire à Pise, Lucques et Sienne[9].
- 1er novembre : couronnement à Rome par le pape Urbain V d'Élisabeth de Poméranie, épouse de l'empereur Charles IV[10].
- 20 novembre : traité d'alliance contre l'Angleterre signé à Tolède entre les ambassadeur du roi de France et Henri de Trastamare[11].
- 21 novembre[12] : Olgierd de Lituanie, allié à Michel II de Tver, qui a reçu le titre de grand-prince, bat les forces de Dimitri IV de Russie. Il ravage les environs de Moscou, mais ne parvient pas à prendre la ville.
- 3 décembre : Jean de Dormans, évêque de Beauvais, est nommé cardinal par le pape Urbain V[13].

- Fribourg-en-Brisgau passe aux Habsbourg[14].